# 성모 성심
성모 성심(聖母聖心, 라틴어: Cor Mariae) 또는 티 없이 깨끗한 성모 성심은 예수 성심과 긴밀히 결합되어 있는, 성모 마리아의 기쁨과 슬픔, 미덕, 순결함 그리고 무엇보다도 하느님을 향한 순결한 사랑, 외아들 예수를 향한 모성애, 인간들을 향한 연민 등 성모 마리아가 지닌 내면적 아름다운 마음을 가리키는 기독교의 용어이다. 17세기 성 요한 에우데스에 의해 성모 성심에 대한 공경이 시작되었으며, 1805년, 교황 비오 7세가 성모 성심을 기념하는 축일을 허용하였다. 그리하여 1855년부터 성모성심에 대한 고유미사가 집전되었으며, 1857년에는 고유한 성무일도 경문도 만들어졌다.
전통적으로 성모 성심을 표현할 때는 마리아의 일곱 가지 비애와 비통을 나타내고자 일곱 자루의 칼에 꿰찔린 심장으로 표현한다.

## 기념일
- 로마 가톨릭교회에서는 지극히 거룩하신 예수 성심 대축일 다음날인 토요일을 티 없이 깨끗하신 성모 성심 대축일로 지내고 있다.

## 같이 보기
- 예수 성심